# Schwarzenacker
Schwarzenacker ist ein Ortsteil von Einöd, das wiederum ein Stadtteil der saarpfälzischen Kreisstadt Homburg im Saarland ist.

## Lage
Schwarzenacker liegt südlich der Einmündung des Lambsbachs in die Blies, auf einem kleinen Plateau auf 230 m ü. NHN. Nach der naturräumlichen Gliederung treffen hier die Sickinger Stufe, das Homburger Becken und der Bliesgau zusammen.

## Geschichte
Auf dem Gelände rund um das Edelhaus wurden Überreste einer gallo-römischen Siedlung entdeckt, die als Station am Kreuzungspunkt der römischen Straßen zwischen Metz (Divodurum) und Worms (Civitas Vangionum) sowie Trier (Augusta Treverorum) und Straßburg (Argentoratum) eine wichtige Bedeutung hatte. Somit dürfte Schwarzenacker der älteste Teil der heutigen Kreisstadt Homburg sein.
Die gallo-römische Siedlung entstand zur Zeit des Kaisers Augustus um das Jahr 1 n. Chr. auf einer Fläche von 25 bis 30 Hektar.
275/276 n. Chr. wurde sie durch die Alemannen zerstört. Sie soll Niederschriften von Mönchen des nahegelegenen Klosters Wörschweiler zufolge die Größe des mittelalterlichen Worms gehabt haben.
1965–1967 und 1980–1982 wurden bei Ausgrabungen die Reste dieser Siedlung freigelegt. Dies geschah durch das damalige Konservatoramt des Saarlandes, heute Landesdenkmalamt Saarland. Nach ihrer Restaurierung wurden sie als Freilichtmuseum eingerichtet.

## Kultur und Sehenswürdigkeiten

### Museen
In Schwarzenacker befindet sich das Römermuseum Schwarzenacker der Stadt Homburg. Im von Jonas Erikson Sundahl entworfenen Edelhaus nahe dem Römermuseum sind einige Werke des Malers Johann Christian von Mannlich ausgestellt, die bis 2003 in der Alten Pinakothek in München zu sehen waren.
Die Stadt Homburg bietet standesamtliche Eheschließungen samstags im Christian-von-Mannlich-Salon des Edelhauses an.

### Bauwerke
In Schwarzenacker befinden sich einige sehenswerte Bauwerke, die in der Denkmalliste des Saarlandes als Einzeldenkmale oder Ensemblebestandteil aufgeführt sind. Dazu zählt unter anderem das außerhalb der Ortslage gelegene Ensemble Audenkellerhof, eine Hofanlage aus dem 4. Viertel des 17. Jahrhunderts, bestehend aus Wohnhaus, Scheune mit Wohnteil und Wirtschaftsgebäude. Des Weiteren befindet sich im Ort selbst der sogenannte Schwedenhof, eine Hofanlage aus dem Jahr 1723 mit Umbauten des 19. und 20. Jahrhunderts und das Edelhaus, ein Gutshof von 1722. Beide sind von Jonas Erikson Sundahl entworfen.
Unter Denkmalschutz stehen auch die beiden Sakralbauten des Ortes, die protestantische Christuskirche von 1958 bis 1960 und die katholische Filialkirche Mariä Geburt von 1961 bis 1962.

### Natur
Nahe Schwarzenacker, in der Nähe des nach ihr benannten Wanderweges, liegt die Schlangenhöhle.

## Verkehr
Schwarzenacker wird von der Bundesstraße 423 durchquert. Zudem wird der Ort von der Autobahn A8 tangiert, hat aber keine eigene Anschlussstelle.
Im 30-Minuten-Takt verkehrt die Regionalbuslinie R7 vom Homburger Hauptbahnhof über Schwarzenbach, Schwarzenacker und Einöd bis nach Zweibrücken.
Der Bahnhof Schwarzenacker wurde 1857 mit der Fertigstellung der Bahnstrecke Homburg–Zweibrücken eröffnet. Bereits 1866 wurde der Ort mit Eröffnung der Würzbachbahn nach Hassel und deren Durchbindung nach St. Ingbert ein Jahr später zum Eisenbahnknotenpunkt. 1991 wurde der Personenverkehr eingestellt, nachdem die Verbindung nach Zweibrücken bereits 1989 eingestellt worden war. Eine Möglichkeit der Reaktivierung der Strecke nach Zweibrücken besteht in der Verlängerung der S-Bahn-Linie 1 des Verkehrsverbundes Rhein-Neckar (VRN) über Homburg bis Zweibrücken. Der in Schwarzenacker dann mögliche Haltepunkt wäre nur etwa 150 Meter vom Römermuseum und dem Edelhaus entfernt.